# Rosalba Casas
Rosalba Casas Guerrero (n.  1949) es investigadora titular en el Instituto de Investigaciones Sociales de la Universidad Nacional Autónoma de México (UNAM) desde 1977. Estudió sociología en la UNAM , la maestría en el Institut d´Histore et des Sociopolitiques des Sciences de la Universidad de Montréal en Canadá y obtuvo su doctorado en Política Científica y Tecnológica de la Universidad de Sussex en Inglaterra. 

## Carrera e investigación
Casas se formó como socióloga a fines de la década de 1960 y principios de la de 1970. Desde sus primeros años en la disciplina se acercó al campo de la ciencia y la tecnología de la mano de la investigadora María Luisa Rodríguez Sala Muro. Una vez graduada, viajó a Canadá para realizar una maestría en la Universidad de Montreal, con una tesis sobre la historia de la política científica en México.
De regreso en México, se incorporó al Instituto de Investigaciones Sociales de la UNAM (IIS) como investigadora asociada. Motivada por el desarrollo científico y tecnológico y por el surgimiento del pensamiento latinoamericano en ciencia, tecnología y desarrollo, decidió realizar su doctorado en la Universidad de Sussex, señera, por aquel entonces, en esos campos temáticos.Su tesis analizó la investigación biotecnológica en México y su relevancia para el sector agrícola y agroalimentario (1990). 
Es miembro titular de la Academia Mexicana de Ciencias. Entre 2005 y 2013 fue directora del Instituto de Investigaciones Sociales de la UNAM (IIS).Es autora o coautora de más de 10 libros y más de 70 artículos científicos. Fue fundadora de la Asociación Latinoamericana de Estudios Sociales de la Ciencia y la Tecnología y su presidenta entre 2016-2018. Ha sido reconocida (2022) con la distinción Oscar Varsavsky de la ESOCITE, por sus contribuciones al campo.
Los intereses académicos de Casas giran en torno al desarrollo de la ciencia y la tecnología y su potencial para mejorar la calidad de vida de diferentes comunidades. Su investigación está centrada en las nuevas interpretaciones de las políticas públicas que ponen en primer plano los problemas sociales que pueden resolverse mediante un conocimiento ampliado. Ha destacado el enfoque de las políticas regionales y locales dentro de nuestros países como el ámbito en el que pueden lograrse procesos participativos y democráticos en su definición. Su trabajo  ha contribuido a las conversaciones sobre el papel social de la ciencia y la tecnología, y el papel estratégico del Estado en los países en desarrollo para impulsar las actividades en ciencia, tecnología e innovación.

## Publicaciones Relevantes de Rosalba Casas
- El estado y la política de la ciencia en México, 1935-1970, 1985[9]
- Institucionalización de la política gubernamental de ciencia y tecnología, 1970-1976, 1986[10]
- La biotecnología y sus repercusiones socioeconómicas y políticas, 1992[11]
- Biotecnología y preocupaciones ambientales en México : argumentos para una propuesta de investigación, 1992
- Biotecnología en México: oportunidades y limitaciones en el sector agro industrial, 1993
- La investigación biotecnológica en México: tendencias en el sector agro alimentario, 1993[12]
- Las políticas sociales de México en los años noventa, 1996
- Gobierno, academia y empresas en México: hacia una nueva configuración de relaciones, 1997
- Ciencia, Tecnología y Poder. Elites y Campos de Lucha por el Control de la Política , 2000[13]
- Reseña de "Los estudios de empresarios y empresas, 2008[14]
- Democracia, conocimiento y cultura, 2012[15]
- Informe Dirección IISUNAM, 2009-2013, 2013[16]
- Trayectoria de Investigación de Rosalba Casas Guerrero: 1975-2013, 2014[17]
- La transferencia de conocimiento en biotecnología: formación de redes a nivel local, 2014[18]
- Formación de redes de conocimiento: una perspectiva regional desde México, 2015[19]
- Conocimiento y procesos interactivos en contextos territoriales. Nuevas dimensiones en el análisis de las políticas de ciencia y tecnología, 2020[20]
- Políticas públicas de ciencia y tecnología en América Latina: ante la encrucijada de los cambios políticos, 2020[21]
- Interactive experiences in social sciences research in Mexico: networking and knowledge mobilization, 2023[22]